# Liste der Vizegouverneure von Buenos Aires
Das Amt des Vizegouverneurs von Buenos Aires wurde 1854 eingerichtet und somit wesentlich später als das des Gouverneurs von Buenos Aires, das es schon 1812, nach der Unabhängigkeitserklärung der damals noch im spanischen Besitz befindlichen Kolonie Argentinien. 

## Liste der Vizegouverneure von Buenos Aires
- Felipe Llavallol (15. Mai 1854 – 29. April 1856)
- Lorenzo Torres (29. April 1856 – 4. Mai 1857)
- Felipe Llavallol (4. Mai 1856 – 2. Mai 1860)
- Manuel Ocampo (2. Mai 1860 – 26. April 1862)
- Vincente Cazón (29. April 1862 – 29. April 1863)
- Manuel Ocampo (29. April 1863 – 29. April 1864)
- Norberto de La Riestra (29. April 1864 – 29. April 1865)
- Emilio Castro (29. April 1865 – 10. August 1868)
- Andrés Somellera (10. August 1868 – 7. Juli 1871)
- Victor Martínez (7. Juli 1871 – 29. April 1873)
- Andrés Somellera (29. April 1873 – 30. April 1874)
- Miguel Navarro Viola (30. April 1874 – 12. Mai 1874)
- Alavrao Barros (12. Mai 1874 – 12. September 1874)
- Miguel Navarro Viola (12. September 1874 – 1. Mai 1875)
- Luis Sáenz Peña (1. Mai 1875 – 1. Mai 1878)
- José María Moreno (1. Mai 1878 – 3. Juli 1880)
- Julio Campos (3. Juli 1880 – 6. Oktober 1880)
- Juan José Romero (6. Oktober 1880 – 14. Oktober 1880)
- Nicolás Achaval (14. Oktober 1880 – 1. Mai 1881)
- Adolfo Gonzáles Chávez (1. Mai 1881 – 1. Mai 1884)
- Matías Cardoso (1. Mai 1884 – 1. Mai 1887)
- Claudio Stegman (1. Mai 1887 – 25. Oktober 1887)
- Victor del Carril (25. Oktober 1887 – 14. Mai 1889)
- Pedro A. Costa (14. Mai 1889 – 1. Mai 1890)
- Victor del Carril (1. Mai 1890 – 1. Mai 1894)
- José Inocencio Arias (1. Mai 1894 – 29. April 1898)
- Anrés Macaya (29. April 1898 – 7. Juni 1898)
- Alfredo Demarchi (7. Juni 1898 – 1. Mai 1902)
- Adolfo Saldías (1. Mai 1902 – 1. Mai 1906)
- Faustino Saldías (1. Mai 1906 – 1. Mai 1910)
- Ezequiel de La Serna (1. Mai 1910 – 3. November 1912)
- Eduardo Arana (3. November 1912 – 22. März 1913)
- Dalmiro Sáenz (22. März 1913 – 12. Juli 1913)
- Luis García (12. Juli 1913 – 1. September 1913)
- Dalmiro Sáenz (1. September 1913 – 1. Mai 1914)
- Vicente Rufino Peralta Alvear (1. Mai 1914 – 27. März 1917)
- Alcíbiades M. Keyna (27. März 1917 – 1. Mai 1918)
- Luís Monteverde (1. Mai 1918 – 10. Mai 1921)
- Pedro Canale (10. Mai 1918 – 10. Mai 1922)
- Emilio Sonalet (1. Mai 1922 – 1. Mai 1926)
- Victoriano de Ortuzar (1. Mai 1926 – 1. Mai 1930)
- Juan Garralda (1. Mai 1930 – 18. Februar 1932)
- Raúl Diaz (18. Februar 1932 – 7. Januar 1942)
- Edgardo Miguez (7. Januar 1942 – 16. Mai 1943)
- Santiago Piransola (16. Mai 1943 – 16. Mai 1946)
- Juan B. Machando (16. Mai 1946 – 16. Mai 1950)
- José L. Rasserini (16. Mai 1950 – 4. Juni 1952)
- Carlos Díaz (4. Juni 1952 – 2. Mai 1958)
- Arturo.Crosetti (2. Mai 1958 – 25. Mai 1973)
- Victorio Calabró (25. Mai 1973 – 27. Dezember 1974)
- José Gabriel Ordóñez (27. Dezember 1974 – 24. April 1975)
- Primo Storti (24. April 1975 – 29. April 1975)
- Arturo Ares (29. April 1975 – 11. Dezember 1983)
- Elba Roulet (11. Dezember 1975 – 11. Dezember 1983)
- Elba Roulet (11. Dezember 1983 – 11. Dezember 1987)
- Luís María Macaya (11. Dezember 1987 – 11. Dezember 1991)
- Rafael Romá (11. Dezember 1991 – 10. Dezember 1999)
- Felipe Solá (10. Dezember 1999 – 4. Januar 2002)
- Alejandro Hugo Corvatta (4. Januar 2002 – 10. Dezember 2003)
- Graciela Gianettasio (10. Dezember 2003 – 10. Dezember 2007)
- Alberto Balestrini (10. Dezember 2007 – 10. Dezember 2015)
- Gabriel Mariotto (10. Dezember 2011  – 10. Dezember 2015)
- Daniel Salvador (10. Dezember 2015  – 10. Dezember 2019)
- Verónica Magario (10. Dezember 2019  – dato)